# Oberrot
Oberrot ist eine Gemeinde im Landkreis Schwäbisch Hall im fränkisch geprägten Nordosten Baden-Württembergs. Die Gemeinde ist Mitglied im Gemeindeverwaltungsverband Limpurger Land mit Sitz in Gaildorf.

## Geographie

### Geographische Lage
Oberrot liegt im Naturraum Schwäbisch-Fränkische Waldberge an der Fichtenberger Rot, etwa 12 km südsüdwestlich der Kreisstadt Schwäbisch Hall. Der alte Ortskern des namengebenden Hauptdorfes grenzt ans rechte Rotufer und wird durchquert vom hier mündenden Fronbach. Neuere Siedlungsbereich schließen sich am Hang und in der aufwärtigen rechtsseitigen Aue an. Die gegenüber auf dem flacher ansteigenden linken Talhang zuletzt angelegten Erweiterungen übertreffen inzwischen nach Fläche die rechtsseitigen. Talabwärts beidseits in der weiten Rotaue stehen etliche große Hallen eines bedeutenden Industriebetriebs der Holzverarbeitung.
Das Gemeindegebiet Oberrots erstreckt sich längs das Talabschnitts der Rot zwischen ihrem Südostknick bei Schwäbisch Hall-Wielandweiler und ihrem Ostknick vor Fichtenberg und reicht beiderseits weit in dessen Randberge hinein. Diese gehören zum Mainhardter Wald und grenzen im südwestlichen Teil an den Murrhardter Wald. Die längste Erstreckung der Gemeinde von Nordwest nach Südost längs des Tales erreicht knapp 9 km, quer dazu sind es an der breitesten Stelle knapp 8 km. Das Rottal, zentrale Verkehrsachse der Gemeinde, ist zunächst recht schmal, weitet sich im Bereich zwischen den bevölkerungsreichsten Siedlungen Oberrot und – deutlich kleiner – Hausen auf bis knapp einen Kilometer Breite, um sich unterhalb Hausens wieder stark zu verengen. Der größte Teil des Gemeindegebietes liegt auf den Randhöhen, wo es westlich von Oberrot auf dem Flinsberg mit 534,8 m ü. NN seinen höchsten Punkt erreicht; sein niedrigster liegt unterhalb von Hausen am Ausfluss der Rot auf etwas unter 347 m ü. NN. Die Berge um Oberrot sind merklich zertalt. In den größeren Nebentälern gibt es, wie im Haupttal selbst, etliche alte Mühlenorte. Doch die Streusiedlung beschränkt sich nicht auf die Täler, auch auf den Hochebenen gibt es in Rodungsinseln Höfe und kleine Weiler. Oben ist rund die Hälfte des Terrains bewaldet, während das Haupttal und die unteren größeren Nebentäler meist in freier Flur liegen. Grünlandwirtschaft dominiert überall gegenüber der Feldwirtschaft, die gerade die Talauen meidet.

### Gemeindegliederung
Zur Gemeinde Oberrot mit der bis zur Gemeindegebietsreform in Baden-Württemberg selbständigen Gemeinde Hausen an der Rot gehören 38 Dörfer, Weiler, Höfe und Häuser.
- Zu Hausen an der Rot gehören das Dorf Hausen an der Rot, die Weiler Neuhausen, Scheuerhalden und Wiesenbach, das Gehöft Völkleswald und die Wohnplätze Eitelwäldle, Greuthof und Stielberg.
- Zu Oberrot gehören das Dorf Oberrot, die Weiler Ebersberg, Frankenberg, Glashofen, Hohenhardtsweiler, Jaghaus, Konhalden, Kornberg, Marbächle, Marhördt, Obermühle, Seehölzle, Stiershof und Wolfenbrück, die Höfe Brennhof, Dexelhof, Ebersberger Sägmühle, Ernstenhöfle, Marhördter Mühle, Ofenberg, Untere Kornberger Sägmühle und Ziegelhütte und die Wohnplätze Amselhalde, Badhaus, Frankenberger Sägmühle, Hammerschmiede (Sägmühle), Marhördter Sägmühle, Neumühle, Obere Kornberger Sägmühle und Stiersbach.

Im Gemeindegebiet Oberrots liegen die abgegangenen, heute nicht mehr bestehenden Ortschaften Burg Schlossbuckel, Büchelberg, Feuchtenbrunnen, Harnersberg (auch Sumpfhof), Satelege und Scheuren (im Gebiet der früheren Gemeinde Hausen an der Rot) sowie Burkey und Kayenberg (im Gebiet der Gemeinde Oberrot vor der Gemeindegebietsreform).

### Flächenaufteilung
Nach Daten des Statistischen Landesamtes, Stand 2014.

### Nachbargemeinden
Nachbarstädte und -gemeinden Oberrots sind (im Uhrzeigersinn, beginnend im Nordwesten): Mainhardt, Schwäbisch Hall, Rosengarten, Gaildorf, Fichtenberg (alle Landkreis Schwäbisch Hall), Murrhardt und Großerlach (beide Rems-Murr-Kreis).

## Geschichte
Oberrot ist eine der ältesten Gemeinden des Limpurger Landes und geht wahrscheinlich auf eine fränkische Gründung um das Jahr 650 zurück. Urkundlich wurde der Ort anlässlich einer Schenkung an das Kloster Lorsch erstmals 788 im Lorscher Codex als „Raodhaha“ im Kochergau in der Westheimer Gemarkung erwähnt. Der Ortsname Oberrot ist von dem damals Rottach, später Rot genannten Flüsschen abgeleitet, dessen Name auf eine frühere fränkische Rodung hinweist. Es ist deshalb zu vermuten, dass ein Beauftragter des Westheimer Königshofes roden und siedeln ließ und dann selbst in Oberrot ansässig wurde. Das bekannte Adelsgeschlecht von Rot geht wahrscheinlich auf diesen ersten fränkischen Ortsherren zurück, dessen Sitz zuerst im Dorf gewesen sein muss.
Allem Anschein nach stand das Geschlecht der Herren von Rot in seinen Anfängen, die bis vor 1100 zu verfolgen sind, in Abhängigkeit zu den Grafen von Comburg. Im Erbe der Comburger kamen die Roter an die Staufer. Nachdem diese 1254 den deutschen Thron verloren hatten und 1268 ganz ausgestorben waren, traten die Herren von Rot in den Dienst der Schenken von Limpurg. Die Schenken von Limpurg hatten so über eine lange Zeit großen Einfluss auf die Entscheidungen und somit die Entwicklung der Gemeinde. Anders war dies bei der heutigen Ortschaft Hausen, in der zu jener Zeit das Kloster Comburg das Sagen hatte.
Mehrere Jahrhunderte lang wurde Oberrot von diesen Herren von Rot regiert. Nach der Zerstörung der Burg auf dem Schlossbuckel um 1290 nahmen die Burgherren ihren Sitz in Oberrot in einem mittelalterlichen Bau wieder ein. Der Bau wurde im Städtekrieg (1449 bis 1450) niedergebrannt. An seiner Stelle wurde 1550 durch den limpurgischen Vogt zu Oberrot ein stattlicher zweigeschossiger verputzter Fachwerkbau errichtet. Im Jahre 1571 ging er in den Besitz der Haller Senfft von Sulburg über und befand sich in der Zeit von 1634 bis 1707 im Besitz des Familienzweiges der Senfft von Ellrichshausen.

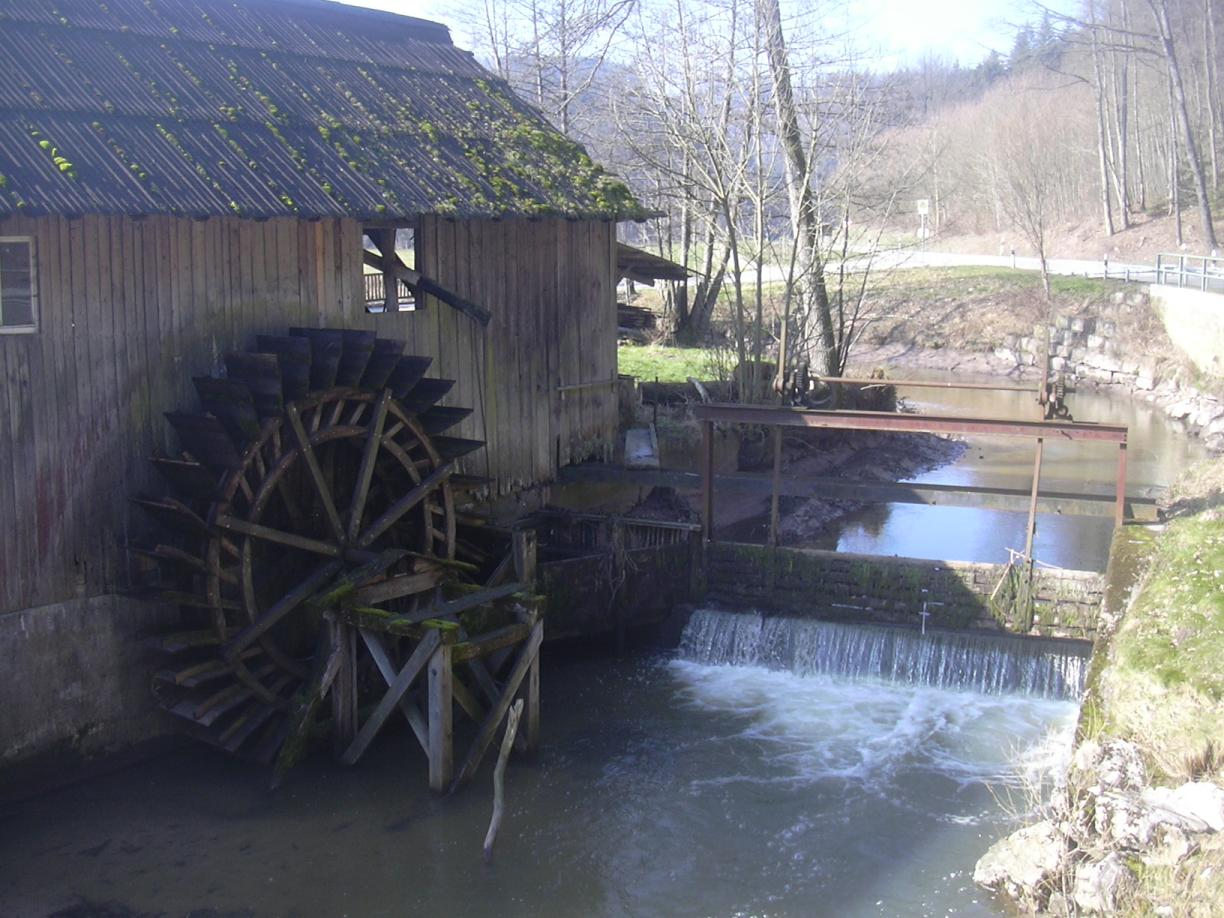
Hammerschmiede bei Oberrot

Der Bau wurde ab 1738 als Altes Amtshaus und in späteren Jahren bis 2005 als Zehntscheuer bezeichnet. Bei Recherchen zum Gebäude stellte im Jahre 2005 das Landesdenkmalamt fest, dass es der ehemalige Freie Adelssitz war. Daneben steht ein barocker Putzbau aus dem Jahr 1738, der unter der Gräfin Wilhelmina Christina zu Solms-Assenheim geb. Gräfin zu Limpurg als herrschaftliches Amtshaus erbaut wurde.
Das Leben der einfachen Bürger der beiden Orte Oberrot und Hausen war durch die Wald- und Forstwirtschaft bestimmt. Viele Oberroter und Hausener versuchten zudem im 15. und 16. Jahrhundert Wein anzubauen, aber mit wenig Erfolg, denn der Wein musste stark nachgesüßt werden. Auch am Hopfenanbau versuchte man sich.
Mit Auflösung des Heiligen Römischen Reich in 1806 endete die politische Selbstständigkeit der Grafschaft Limpurg. Oberrot fiel unter die Staatshoheit des Königreichs Württemberg und kam ans 1807 gebildete Oberamt Gaildorf. Um 1810 gab es in Oberrot und Hausen die ersten Vorläufer der heutigen Gemeinderäte, die sogenannten Gerichte. 1819 wurde dann in der württembergischen Verfassung das Selbstverwaltungsrecht der Kommunen festgelegt. Die Gerichte wurden deshalb durch Gemeinderäte ersetzt, die einem Schultheiß unterstanden. Das 1807 gebildete Oberamt Gaildorf wurde im Zuge der Kreisreform während der NS-Zeit in Württemberg im Jahre 1938 aufgelöst. Die Gemeinde kam dabei an den neu errichteten Landkreis Backnang.
Im April 1945 wurden über 1000 KZ-Häftlinge auf ihrem Todesmarsch Richtung KZ Dachau getrieben.
1945 bis 1952 gehörte die Gemeinde zu Württemberg-Baden in der Amerikanischen Besatzungszone; ab 1952 zum neuen Bundesland Baden-Württemberg.
Im Dezember 1969 stimmten die Gemeinderäte von Oberrot und Hausen für den Zusammenschluss ihrer bis dahin eigenständigen Gemeinden. Der Zusammenschluss war die erste Gemeindevereinigung im Kreis Backnang. Bei der Kreisreform 1973 wurde der Kreis Backnang aufgeteilt, Oberrot kam zum Landkreis Schwäbisch Hall. Als Rathaus dient heute das alte Schulhaus in der Ortsmitte von Oberrot.

## Demographie
Bevölkerungsentwicklung:
| Jahr | Einwohnerzahl |
| ---- | ------------- |
| 1990 | 3.191         |
| 2001 | 3.743         |
| 2011 | 3.631         |
| 2021 | 3.556         |

## Politik

### Gemeinderat
Der Gemeinderat in Oberrot hat 14 Mitglieder. Er besteht aus den gewählten ehrenamtlichen Gemeinderäten und dem Bürgermeister als Vorsitzendem. Der Bürgermeister ist im Gemeinderat stimmberechtigt.
Die Kommunalwahl am 9. Juni 2024 führte zu folgendem Endergebnis.
| Wählergemeinschaften | Wählergemeinschaften      | Stimmenanteil | Sitze   | Ergebnis 2019    |
| -------------------- | ------------------------- | ------------- | ------- | ---------------- |
| Freie                | Freie Bürgerliste Oberrot | 68,63 %       | 10      | 55,54 %, 8 Sitze |
| Unabhängig           | Unabhängige Bürgerliste   | 31,37 %       | 4       | 44,46 %, 6 Sitze |
| Gesamt               | Gesamt                    | 100 %         | 14      | 100 %, 14 Sitze  |
| Wahlbeteiligung      | Wahlbeteiligung           | 61,21 %       | 61,21 % | 59,33 %          |

### Bürgermeister
- 2012–2021: Daniel Bullinger
- seit 2022: Peter Keilhofer

### Wappen
Vor der am 1. Januar 1970 erfolgten Vereinigung mit Hausen an der Rot führte Oberrot das Ortsadelswappen als rechtsgültiges Gemeindewappen. Das Wappen von Hausen an der Rot zeigte unter einer liegenden Hirschstange ein Haus und einen Wellenbalken. Bei der Eingliederung von Hausen wurde vereinbart, ein neues Wappen zu schaffen, das sowohl Oberrot als auch Hausen repräsentiert. Am 14. Oktober 1971 verlieh das baden-württembergische Innenministerium der Gemeinde das heutige gültige Wappen und die Flagge in den Farben „Weiß-Rot“.
Blasonierung: „In gespaltenem Schild vorne viermal von Rot und Silber (Weiß) geteilt, hinten in Blau ein goldener (gelber) Löwenkopf mit goldenem (gelbem) Sparren im Maul.“
Die vordere Schildhälfte zeigt das Wappen des Ortsadels, der Herren von Rot, die sowohl in Oberrot als auch im Teilort Hausen Besitz hatten. Das hintere Feld enthält das Wappen des Klosters bzw. Stifts Comburg, das nach 1248 neben den Herren von Rot als Besitzer von Hausen auftritt.
| Oberrot alt | Hausen alt | Oberrot neu |

### Gemeindepartnerschaften
Seit dem Jahr 1991 pflegt die Gemeinde Oberrot partnerschaftliche Beziehungen zu der Gemeinde Zweisimmen in der Schweiz.

## Tourismus und Sehenswürdigkeiten

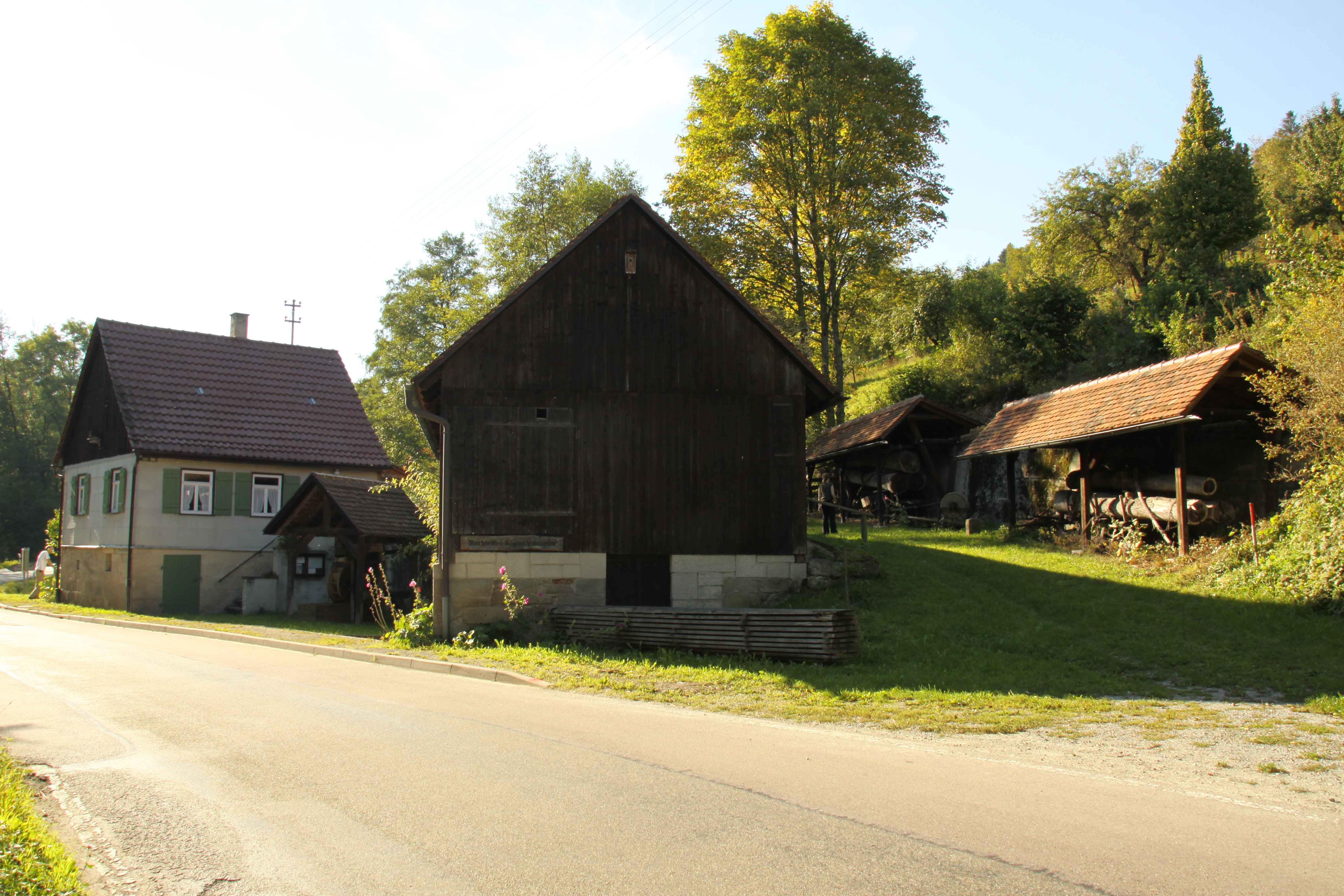
Marhördter Sägmühlmuseum, Wohngebäude und Mühlengebäude, dazwischen das überdachte Modell einer Sägmühle. Rechts unter Dach ein Baumtransportschlitten.

- Evangelische Bonifatius-Kirche: Das über 1200 Jahre alte Gebäude wurde vom württembergischen Architekten Heinrich Dolmetsch 1887 zum 1100-jährigen Jubiläum im Stile des Historismus umgebaut. Es verfügt über reiche Ornamentik an der zweigeschossigen Empore und der Spitzgiebeldecke und über biblischen Szenen im Holzgewölbe des Chors.[8]

- Kriegerdenkmal für 88 im Ersten Weltkrieg gefallene Soldaten.
- Stele zur Erinnerung an den Todesmarsch von mehr als 1000 KZ-Häftlingen, die im April 1945 von KZ Kochendorf zum KZ Dachau getrieben wurden.
- Brunnenanlage mit Angler und Fischen über dem Fronbach.
- Parkanlage vor dem Rathaus mit Brunnen von 1987, Stehle zu Eugen Klenk, regionaler Wanderkarte und öffentlichem Bücherschrank in der Schutzhütte.
- Wasserleitungsrohre aus durchbohrten Baumstämmen und Tonröhren im Eingangsbereich des Rathauses
- Ehemaliger freier Adelssitz und früheres Amtshaus in Oberrot.
- St. Michaelskirche und Stielbergkapelle mit historischem Kreuzweg in Hausen an der Rot.
- Marhördter Sägmühlmuseum mit Mühlkanal vom Mühlbach,[9] errichtet von Bauern aus benachbarten Ortschaften im Jahr 1856. Die Sägmühle war bis 1975 in Betrieb. In 1981 kaufte die Gemeinde Oberrot das Mühlengebäude und das Wasserrecht und richtete 1983 das Sägmühlmuseum ein. 1996 wurde das Wohngebäude in das Museum integriert. Ein Schäferkarren steht neben dem Parkplatz.[10]
- Durch Oberrot verläuft der Jakobsweg.
- Der Limeswanderweg verläuft in der Nähe entlang des UNESCO-Weltkulturerbes.
- Naturdenkmal Flinsberg im Ortsteil Ebersberg mit Feuersteinblöcken.
- Wanderweg Bodenerlebnispfad.
- Wanderweg Oberrot – Hausen.
- Radwerg entlang der Rot.

Wander- und Radwege sind über 50 km Länge ausgeschildert, ebenso Wanderparkplätze. Im Winter werden Loipen gespurt.
Neben Gaststätten, Unterkünften und Pferdepension gibt es die Kultur- und Festhalle, die Sporthalle, den Sportplatz, eine Tennisanlage und einen Golfplatz. In Marhördt ist ein Golfplatz mit Restaurant für jedermann sowie ein Campingplatz (FKK) und eine Gaststätte am Ofenberg. In Frankenberg gibt es einen Golfplatz mit angrenzender Restauration.

## Wirtschaft und Infrastruktur

### Verkehr
Das Ultraleichtfluggelände Oberrot liegt etwa 1,8 km westlich des Zentrums bei Glashofen.

### Ansässige Unternehmen
- Campingplatz Zum Offenberg und Gaststätte, Moll GbR[11]
- Dreher BBQ-Heroes[12]
- Fertighaus Weiss
- AS-Motor GmbH & Co.KG
- Gasthof Krone
- Gaststätte Farrenstall
- Häfner Gewichte GmbH[13]
- Klenk Holz GmbH
- Landhaus Noller[14]
- Golfclub Marhördt
- Golfplatz Frankenberg
- Sunset House, Frankenberg
- Micronisierungs-Kontor Oberrot GmbH[15]
- Seniorenhaus Margarete

### Bildung
In Oberrot gibt es eine Grund- und Werkrealschule.

### Vereine
Der FC Oberrot 1928 e. V. ist mit etwa 850 Mitgliedern der größte Verein des Ortes. Er wurde 1928 als Fußballverein gegründet und hat sich im Laufe der Zeit zu einem Mehrspartenverein gewandelt. Neben Fußball werden noch weitere Sportarten wie Tischtennis, Turnen, Jazzgymnastik, Downhill und Karate angeboten.
Die Pfadfinder vom VCP Oberrot gründeten 1999 einen eigenständigen Stamm. In Sippen aufgeteilt, treffen sich Mädchen und Jungen wöchentlich zu ihren Sippenstunden.

## Persönlichkeiten

### Söhne und Töchter der Gemeinde
- Christian Kausler (1761–1822), württembergischer Oberamtmann
- Hermann Frasch (1851–1914), deutsch/US-amerikanischer Chemiker, mit einem Mausoleum in Gaildorf geehrt
- Albert Schüle (1890–1947), Bauer, SS-Sturmbannführer, Reichstagsabgeordneter (NSDAP)
- Karl Hermann Häuser (1920–2008), Ökonom und Hochschullehrer
- Kurt Oesterle (* 1955), Journalist und Schriftsteller

### Mit der Gemeinde verbundene Personen
- Titus Simon (* 1954), Rechtswissenschaftler, Schriftsteller und Politiker, wohnhaft in Wolfenbrück